# 東本願寺
東本願寺（日语：／ Higashi-honganji）是淨土真宗教派東本願寺派（大谷派）的本山，位於日本京都府京都市下京區，建於1602年，正式名稱為真宗本廟。淨土真宗本願寺派第11代法主顯如於1592年去世後發生對立紛爭。1602年顯如長子教如得到大名德川家康支持創立教團，脫離顯如三子、第12代門主准如主持的原本願寺教團，另建新教團，但教如仍堅持自己是本願寺正宗繼承者、本願寺第12代法主。由於新建寺院位於本願寺派本山東側，當地人習慣稱之為「東寺」（お東；注意與教王護國寺為不同寺院），久之通稱為東本願寺。
東本願寺在江戶時期曾四次遭到火災焚毀，現在寺院主體建築為明治時期重建。日本統治台灣時代，大谷派曾到台灣布教，並曾在現今的台北市萬華區建立東本願寺。中國東北三省在满洲国时期，日本福昌公司在长春市修建了新京东本愿寺作为下院，被列入长春市保护建筑列表，大體保存完好，自2017年迄今仍在維護中。
東本願寺現任門主為第26代大谷暢裕（法號修如）。

## 文化財

### 國寶
- 教行信証（坂東本）全6冊 - 紙本墨書。正式名稱為《顯浄土真實教行証文類 （页面存档备份，存于）》，鎌倉時代筆。[1]

### 重要文化財
- 絹本著色親鸞聖人像（安城御影〈あんじょうのごえい〉） - 鎌倉時代作。
- 紙本著色《本願寺聖人傳繪》（康永本）4巻 - 康永2年（1343年）作。
- 紙本著色《本願寺聖人親鸞傳繪》（弘願本）4巻 - 貞和2年（1346年）作。
- 紙本《一念多念文意》親鸞筆 - 鎌倉時代作。

### 登錄有形文化財
- 御影堂
- 阿彌陀堂
- 大寢殿
- 大玄關
- 鐘樓
- 造合廊下
- 二筋廊下
- 御影堂門
- 阿彌陀堂門
- 菊之門
- 玄關門
- 阿彌陀堂門南側築地塀
- 御影堂門南側築地塀
- 御影堂門北側築地塀
- 菊之門北側築地塀
- 玄關門北側築地塀

## 資料來源
1. ↑  國指定文化財等データベース （页面存档备份，存于），昭和27年（1952年）3月29日指定。

## 外部連結
- 真宗大谷派（東本願寺） （页面存档备份，存于）（日語）